# Municipio de East Fork (Carolina del Norte)
El municipio de East Fork (en inglés: East Fork Township) es un municipio ubicado en el  condado de Haywood en el estado estadounidense de Carolina del Norte. En el año 2010 tenía una población de 1.652 habitantes.

## Geografía
El municipio de East Fork se encuentra ubicado en las coordenadas 35°26′58.38″N 82°51′56.48″O / 35.4495500, -82.8656889.